# Thiaroye
Thiaroye (o Tiaroye) és el nom d'una ciutat històrica del Senegal, situada als afores de Dakar, a la costa sud-est de la península del Cap Verd, entre Pikine i Rufisque.
Des de la reforma administrativa del 1996, Thiaroye s’ha dividit en comunes independents, Thiaroye-Gare, Thiaroye-sur-Mer i Thiaroye-Kao (o Djiddah Thiaroye Kao), amb Guinaw-Rail Nord, Guinaw-Rail Sud (ambdues a l'oest), i Tivaouane-Diacksao (a l'est) es van separar i separar Thiaroye-sur-Mer de les altres dues comunes de l'interior.

## Història
El poble de Thiaroye es va fundar cap al 1800 i, a mesura que la ciutat de Dakar, creada pels francesos, es va expandir al segle xx, Thiaroye es va anar fusionant lentament a la ciutat més gran.
Thiaroye és molt conegut per un incident únic el 1944 i el seu nom s'ha convertit en ell emblemàtic: la massacre de Thiaroye per part de les forces franceses. L'1 de desembre de 1944, a la caserna de Thiaroye, els soldats africans van xocar amb l'estat francès. L'aixecament va implicar a prop de 1280 expresos de guerra africans en el primer contingent que va ser repatriat d'Europa el 1944. L'esdeveniment es va definir com "amotinat" perquè els homes estaven parcialment armats, uniformats i sota disciplina militar. La causa de la protesta dels soldats va ser el fracàs de les autoritats franceses en proporcionar-los primes de retribució i desmobilització. L'esdeveniment de Thiaroye va enviar onades de xoc a tota l'Àfrica occidental francesa. L'aixecament va reflectir un canvi d'actitud cap a França. Els expresoners de guerra africans havien adquirit una consciència més elevada de si mateixos com a africans units per la seva experiència compartida en el sofriment.

## Administració i política
Thiaroye és la seu del districte de Thiaroye al departament de Pikine (regió de Dakar). Les tres comunes es regeixen com una única entitat, però conserven certa independència administrativa.

## Geografia
Thiaroye-Gare, la més propera a Dakar, limita amb Pikine (una ciutat de gairebé 1 milió de persones), Nimzat, Yeumbeul, Thiaroye Kao, Diaksaw i Darou Rahmane. Thiaroye-sur-Mer limita amb Bel-Air, Hann-Montagne, Pikine, Guinaw-Rails, Tivaouane, Diammagueun, Mbaw Gou Ndaw i Gorée. Thiaroye-Kao, frontera amb Yeumbeul, Boun i Darou Rahmane.

## Població

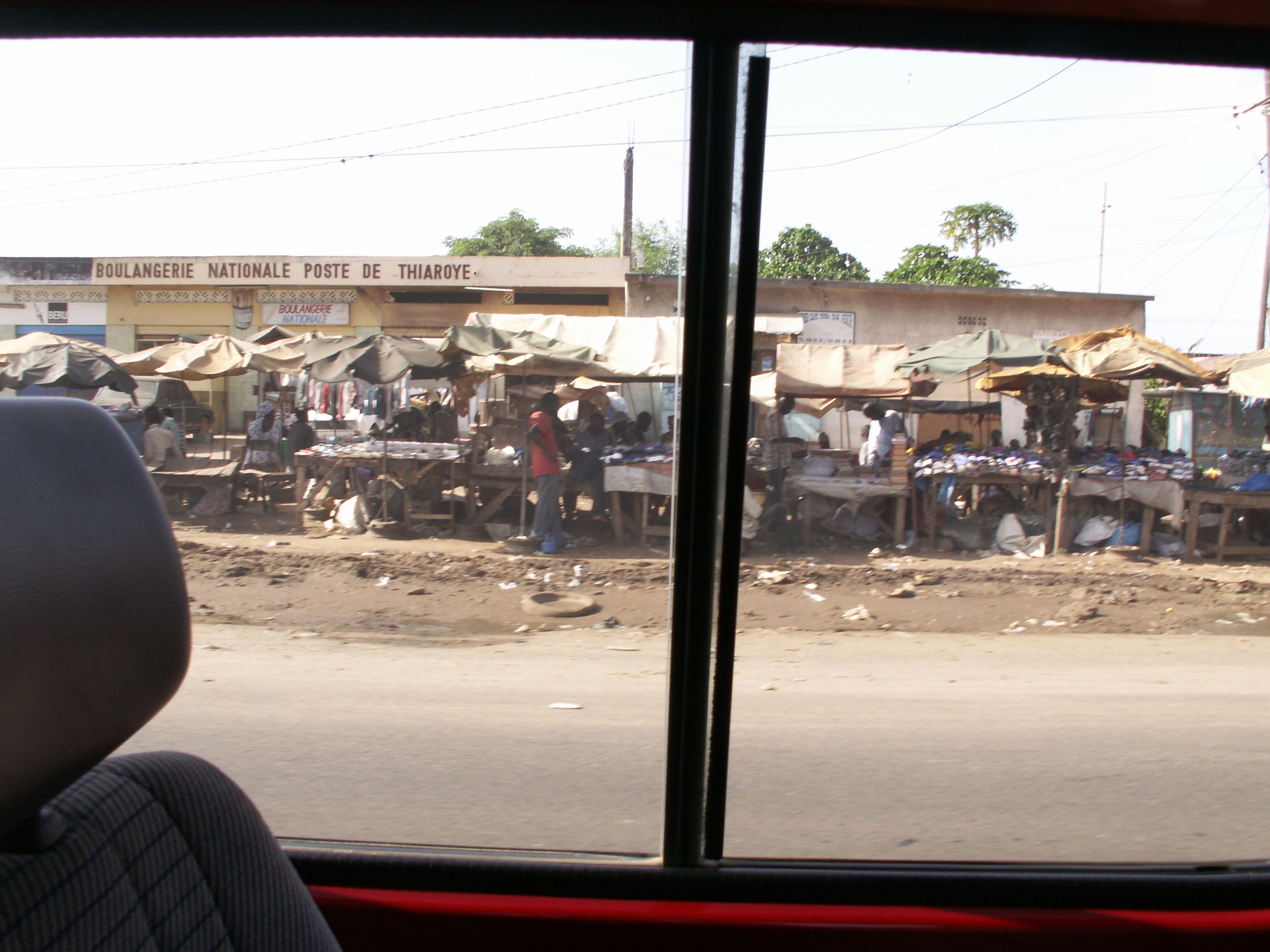
Els comerciants s’instal·len al llarg de l'autopista a Thiaroye.

El 2002 la població de Thiaroye-Gare ha crescut fins a 21.873, Thiaroye-sur-Mer a 36.602 i la de Thiaroye-Kao a 90.586.
A partir de 2007, les estimacions oficials situaven la població de les tres comunes en 24.867, 41.612 i 102.985.

## Activitat econòmica
Thiaroye continua integrant-se econòmicament a Dakar, amb gran part de la població que es desplaça al centre de la ciutat per treballar.
Thiaroye-Gare rep el nom de la gran estació de tren de la línia que condueix a Dakar i continua sent un dels principals centres de transport. Les mercaderies i les persones que viatgen des de i cap a Dakar han de passar aquí, i és un dels motius pels quals la veïna Pikine es va fundar com a campament de trasllat el 1952.
La indústria a petita escala, els oficis artesanals i el comerç constitueixen gran part de la resta de l'economia, tot i que l'atur segueix sent elevat, com en altres barris exteriors, on es veu la immigració regular de les zones rurals.

### Pol·lució
Un dels resultats de la petita indústria tirolesa és un elevat índex de contaminació i malalties relacionades amb la contaminació. Una forma recent d'ingressos, la recuperació de bateries d'automòbils per a productes inclosos el plom, ha creat una onada altament difosa de malalties infantils. En el passat, els ferrers locals de la zona de Thiaroye Sur Mer havien recuperat el plom de les bateries dels automòbils per convertir-los en pesos nets per a la indústria pesquera propera. A mitjans de la dècada de 2000, a mesura que augmentava el preu mundial del plom, els agents de compres procedents de l'Índia van oferir grans pagaments pel plom, cosa que va portar als locals a tamisar els residus de les ferreries i els parcs de trencament de pellets de plom, normalment a mà. Va pujar la intoxicació per plom de nens nascuts de treballadors o aquells que estaven exposats a la pols de plom creada pel tamisatge. A finals del 2008, aquesta contaminació ha estat acusada d'almenys 18 morts i centenars de malalties relacionades amb la intoxicació, juntament amb morts incomptables d'animals i avortaments involuntaris humans. Segons l'Organització Mundial de la Salut, les campanyes generalitzades de neteja del govern no han funcionat bé i s’està pensant reubicar comunitats senceres a les ciutats.

### Mercat
El mercat de Thiaroye-Gare està situat al llarg de la frontera amb Pikine, prop de l'estació de Thiaroye, i és el mercat de productes més gran de la regió de Dakar, alimentat per proveïdors de Nyayes, Cap-Vert, Casamance i Keur Massar. La línia de tren (el Petit train bleu) de Dakar s’atura al mateix centre del mercat, facilitant la compra dels habitants de la ciutat i evitant els preus més alts de la ciutat.
Al voltant del mercat de productes han crescut mercats de manufactures generals, un dels mercats de fusta més grans de Dakar, i empreses majoristes que subministren mercats al centre de la ciutat. Hi ha més de 4500 comerciants formals, gairebé molts venedors ambulants i mil o més botigues a l'engròs que envolten el mercat. El mercat de la fusta també ha dibuixat tallistes de fusta artesanals i una indústria que venia fusta per cuinar de forma barbaresa en festivals i celebracions familiars.

### Institucions
Thiaroye és també la llar del Centre de recherches océanographiques de Dakar-Thiaroye (CRODT) i un gran hospital mental.